# Martina Strutz
Martina Strutz, nemška atletinja, * 4. november 1981, Schwerin, Vzhodna Nemčija.
Nastopila je na poletnih olimpijskih igrah v letih 2012 in 2016, dosegla je peto in deveto mesto v skoku ob palici. Na svetovnih prvenstvih je v isti disciplini osvojila srebrno medaljo leta 2011, kot tudi na evropskih prvenstvih leta 2012.